# بوكيمون ستاديوم
بوكيمون ستاديوم (بالإنجليزية: Pokémon Stadium)‏، هي لعبة فيديو استراتيجية وحفلات، طورتها نينتندو إنترتينمنت أنالسيس أند دفيلوبمنت وهال لابوراتوري، ونشرتها شركة نينتندو اليابانية سنة 1999، وهي متوفرة حصريًا لنينتندو 64.

## وصلات خارجية
- بوكيمون ستاديوم على Pokemon.com
- بوكيمون ستاديوم على Nintendo.com (مؤرشف)